# 스톤 (크로아티아)

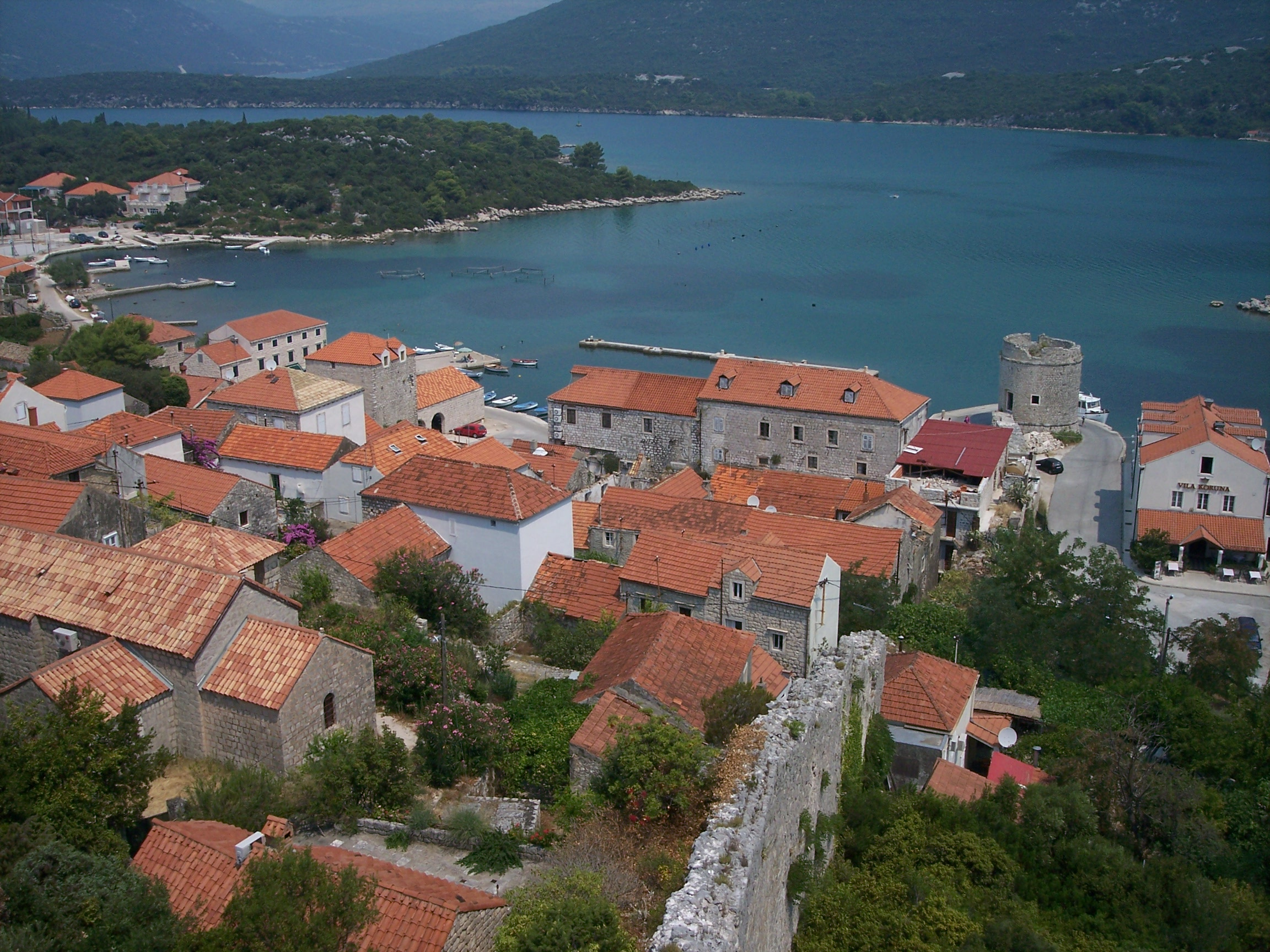
스톤에 위치한 말리스톤(Mali Ston) 마을

스톤(크로아티아어: Ston, 이탈리아어: Stagno 스타뇨[*])은 크로아티아 두브로브니크네레트바주에 위치한 마을로 인구는 2,407명(2011년 기준)이다. 펠레샤츠반도의 남쪽에 위치한 지협 부분과 접한다. 라구사 공화국의 지배를 받고 있던 14세기부터 15세기 사이에 건립된 요새 유적이 남아 있다.